# It’s Different for Girls

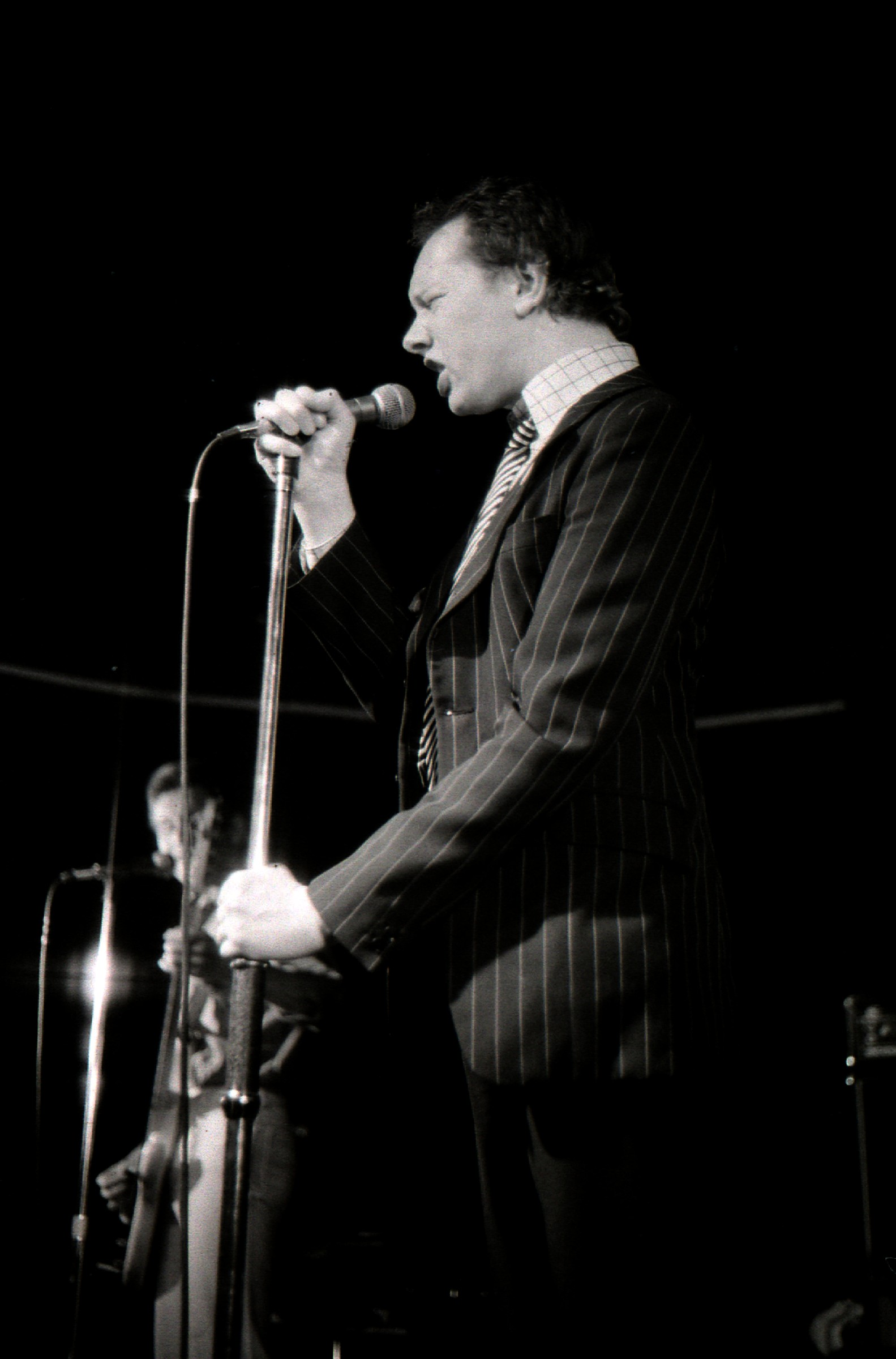
Joe Jackson (1979)

It’s Different for Girls ist ein Lied von Joe Jackson, der 1979 auf seinem Album I’m the Man erschien. Der Song ist eine seiner erfolgreichsten Singles, insbesondere die höchstplatzierte Joe Jackson-Single in Großbritannien. Coverversionen wurden von verschiedenen Künstlern aufgenommen und veröffentlicht.
2007 setzte das Internetmagazin Freaky Trigger den Song auf Platz 52 seiner Liste der Top 100 Songs of All Time und das Glide Magazine stufte ihn als Jacksons fünftbesten Song ein.

## Hintergrund
Im Liedtext von It’s Different for Girls stellte Jackson "absichtlich Klischees auf den Kopf". Während es anfangs so klingt, als sei der männliche Protagonist auf der Suche nach Sex und seine weibliche Partnerin auf der Suche nach Liebe, stellte sich das Gegenteil heraus. Jackson sagte später über den Liedtext:

„Es war etwas, das ich irgendwo gehört hatte und das mir wie ein Klischee vorkam. Die Art von Dingen, die jemand sagen könnte. Und wieder dachte ich: Was könnte das bedeuten? Und ich dachte, dass es vielleicht die Idee war, es auf den Kopf zu stellen und ein Gespräch zwischen einem Mann und einer Frau zu führen, bei dem die typischen Rollen vertauscht sind. Das war also die Idee dahinter.“

It’s Different for Girls war Joe Jacksons erfolgreichste Single in den britischen Charts und erreichte Platz 5 und Platz 101 der Billboard Charts. In Großbritannien wurde der Song mit Friday, einem anderen Titel aus I'm the Man unterlegt, in Amerika wurde stattdessen eine Live-Coverversion des Chuck Berry Songs Come On verwendet.

## Komposition
Der Song beginnt mit einem einfachen, sich wiederholenden Zwei-Ton-Muster auf der Gitarre, zu dem sich schnell ein Puls auf Bass und Schlagzeug gesellt. Der erste Teil der Strophe bleibt ruhig. Im zweiten Teil der Strophe ändert sich die Dynamik mit zwei prägnanten Schlägen auf den Text "She said", um dann wieder in einen ruhigeren Refrain überzugehen, der von einem  Gitarren-Flatpicking getragen wird, über dem der Gesang in einer komplexeren Melodie schwebt. Dann kehrt der zweistimmige Gitarren- und Bass der Einleitung zurück.

## Andere Veröffentlichungen
Eine Live-Version von Joe Jackson erschien 1987 auf Live 1980/86, die 1986 auf Jacksons Big World Tour  aufgenommen wurde, eine andere Live-Version erschien 2000 auf dem Album Summer in the City: Live in New York. Auf der Laughter and Lust-Tournee 1991 sang er den Song im Duett mit Mindy Jostyn, die Darbietung war auf der 1992er Veröffentlichung Laughter & Lust Live enthalten.

## Rezeption
Tom Maginnis von AllMusic meinte: "Die Melodie ist fachmännisch komponiert und schafft eine intime Atmosphäre mit einem hypnotischen Zweiton-Gitarrenfunkeln und sanft pulsierenden Basstönen."
David Hepworth von Smash Hits beschrieb It’s Different for Girls als "einen sehr guten Song, aber ein bisschen zu weitläufig und unkonzentriert, um ein großer Hit zu sein." James Belsey von der Bristol Evening Post wählte den Song zur "Single der Woche" und bemerkte den "attraktiven Sound" und den "gut beobachtenden Text" und es "bei weitem die bisher beste Single-Veröffentlichung des talentierten Joe Jackson" sei. In den USA schrieb Billboard: "Obwohl der Text bissig sein mag, ist die Instrumentierung entspannt und die Background-Sängerinnen sorgen für schöne Harmonien." Record World nannte es "eine Power-Pop-Ballade mit hallendem Gesang und Keyboards, die Jacksons nachdenklich stimmende Botschaft über die Rollen von Mann und Frau transportieren."